# Thong Song
«Thong Song» es una canción del cantante estadounidense Sisqó. Fue lanzado el 15 de febrero de 2000 como el segundo sencillo de su álbum de estudio debut Unleash the Dragon. Fue escrita y producida por Sisqó, y Tim & Bob, el dúo de Tim Kelley y Bob Robinson. Los compositores Desmond Child y Draco Rosa reciben crédito como compositores debido a la interpolación de parte de su composición, "Livin' la Vida Loca" en la letra de la canción.
Alcanzó el número uno en la lista Billboard Rhythmic top 40 y el número tres en el Billboard Hot 100. También fue un gran éxito en todo el mundo, alcanzando el top ten en las listas europeas y el número tres en el Reino Unido, los Países Bajos y Dinamarca. La canción también encabezó las listas de éxitos en Nueva Zelanda. "Thong Song" obtuvo cuatro nominaciones al Grammy.El video fue lanzado en 2000 y dirigido por Joseph Kahn en Miami.

## Posicionamiento en listas
| Listas (2000–2001)                     | Máxima posición |
| -------------------------------------- | --------------- |
| Alemania (Offizielle Deutsche Charts)  | 15              |
| Australia (ARIA)                       | 2               |
| Bélgica (Flandes) (Ultratop 50)        | 15              |
| Bélgica (Valonia) (Ultratop 50)        | 5               |
| Canadá (RPM Top Singles)               | 2               |
| Dinamarca (Tracklisten)                | 3               |
| Estados Unidos (Billboard Hot 100)     | 3               |
| Estados Unidos (Hot R&B/Hip-Hop Songs) | 2               |
| Estados Unidos (Latin Pop Airplay)     | 25              |
| Estados Unidos (Mainstream Top 40)     | 4               |
| Estados Unidos (Rhythmic)              | 1               |
| Estados Unidos (Tropical Airplay)      | 19              |
| Europa (Eurochart Hot 100)             | 8               |
| Francia (SNEP)                         | 15              |
| Irlanda (IRMA)                         | 7               |
| Italia (FIMI)                          | 20              |
| Nueva Zelanda (Recorded Music NZ)      | 1               |
| Noruega (VG-lista)                     | 3               |
| Países Bajos (Dutch Top 40)            | 3               |
| Reino Unido (UK Singles Chart)         | 3               |
| Reino Unido (UK Dance Chart)           | 2               |
| Reino Unido (UK R&B Chart)             | 1               |
| Suecia (Sverigetopplistan)             | 8               |
| Suiza (Schweizer Hitparade)            | 8               |

| Fin de año (2000)                      | Posiciones |
| -------------------------------------- | ---------- |
| Alemania (Media Control Charts)        | 108        |
| Australia (ARIA)                       | 23         |
| Bélgica (Ultratop 50 Flanders)         | 68         |
| Bélgica (Ultratop 40 Wallonia)         | 15         |
| Dinamarca (IFPI)                       | 20         |
| Estados Unidos (Billboard Hot 100)     | 14         |
| Estados Unidos (Hot R&B/Hip-Hop Songs) | 13         |
| Europa (Eurochart Hot 100)             | 30         |
| Francia (SNEP)                         | 55         |
| Países Bajos (Dutch Top 40)            | 27         |
| Suecia (Sverigetopplistan)             | 50         |
| Suiza (Schweizer Hitparade)            | 49         |

## Sucesión
| Predecesor: Poison por Bardot | Nueva Zelanda (RIANZ) sencillos número uno 28 de mayo de 2000 (1 semana) | Sucesor: Oops!... I Did It Again por Britney Spears |